# Rosbruck
Rosbruck – miejscowość i gmina we Francji, w regionie Grand Est, w departamencie Mozela.
Według danych na rok 1990 gminę zamieszkiwały 1014 osoby, a gęstość zaludnienia wynosiła 719 osób/km² (wśród 2335 gmin Lotaryngii Rosbruck plasuje się na 367. miejscu pod względem liczby ludności, natomiast pod względem powierzchni na miejscu 1243.).